# Basílica menor de Nuestra Señora de Piat
La Basílica Menor Nuestra Señora de Piat és una dels dotze basíliques menors en Filipina. Està situada als afores de Piat, a la província de Cagayan. El santuari és conegut com el Centre de peregrinació del Nord, i la llar d'una Mare de Déu negra de 407 anys d'edat, anomenada Nostra Senyora de Piat.
Un petit santuari de Nostra Senyora de Piat va ser construït el 1604 pels Itawis. No obstant això, en 1700, el poble va construir una església més àmplia de materials més duradors sobre un turó a una milla de la parròquia de Sant Domingo. L'actual santuari va ser construït pel reverendo Diego Piñero i posteriorment restaurada pel pare José Gurumeta el 1875.